# Kanumarathon-Weltmeisterschaften 2008
Die 16. Kanumarathon-Weltmeisterschaften fanden vom 20. bis 21. September 2008 im tschechischen Týn nad Vltavou statt. Der austragende Verband war die ICF.
Die Länge der Strecke betrug 25,8 km, beim Männer-Kajak 30,1 km.
Es wurden vier Wettbewerbe für Männer und zwei Wettbewerbe für Frauen ausgetragen.

## Medaillengewinner

### Herren

#### Canadier
| Disziplin | Gold                             | Zeit         | Silber                                         | Zeit         | Bronze                                         | Zeit         |
| --------- | -------------------------------- | ------------ | ---------------------------------------------- | ------------ | ---------------------------------------------- | ------------ |
| C1        | Ungarn Edvin Csabai              | 2:04:40,36 h | Kroatien Nikica Ljubek                         | 2:07:15,77 h | Ungarn Zsolt Gilányi                           | 2:08:07,94 h |
| C2        | Ungarn Edvin Csabai Attila Györe | 1:53:53,54 h | Spanien Oscar Grana Blanco Ramon Ferro de Dios | 1:54:32,75 h | Spanien Ángel Cristian Rivademar David Mascato | 1:55:49,75 h |

#### Kajak
| Disziplin | Gold                                     | Zeit         | Silber                                 | Zeit         | Bronze                              | Zeit         |
| --------- | ---------------------------------------- | ------------ | -------------------------------------- | ------------ | ----------------------------------- | ------------ |
| K1        | Spanien Emilio Merchan Alonso            | 2:10:19,83 h | Tschechien Tomás Jezek                 | 2:10:20,64 h | Südafrika Anthony Stott             | 2:10:43,69 h |
| K2        | Südafrika Anthony Stott Cameron Schoeman | 2:02:14,36 h | Spanien Jorge Alonso Santiago Guerrero | 2:02:15,46 h | Ungarn Attila Jámbor Mate Petrovics | 2:02:16,96 h |

### Damen

#### Kajak
| Disziplin | Gold                                              | Zeit         | Silber                              | Zeit         | Bronze                             | Zeit         |
| --------- | ------------------------------------------------- | ------------ | ----------------------------------- | ------------ | ---------------------------------- | ------------ |
| K1        | Ungarn Vivien Follath                             | 2:01:04,49 h | Vereinigtes Königreich Lani Belcher | 2:01:19,84 h | Tschechien Anna Adamová            | 2:03:21,30 h |
| K2        | Dänemark Anne Lolk Thomsen Henriette Engel Hansen | 1:53:42,12 h | Ungarn Renáta Csay Berenike Faldum  | 1:53:43,35 h | Ungarn Judit Kollár Vivien Follath | 1:57:58,75 h |

## Medaillenspiegel
| Rang   | Nation                 | Gold | Silber | Bronze | Gesamt |
| ------ | ---------------------- | ---- | ------ | ------ | ------ |
| 1      | Ungarn                 | 3    | 1      | 3      | 7      |
| 2      | Spanien                | 1    | 2      | 1      | 4      |
| 3      | Südafrika              | 1    | 0      | 1      | 2      |
| 4      | Dänemark               | 1    | 0      | 0      | 1      |
| 5      | Tschechien             | 0    | 1      | 1      | 2      |
| 6      | Kroatien               | 0    | 1      | 0      | 1      |
| 6      | Vereinigtes Königreich | 0    | 1      | 0      | 1      |
| Gesamt | Gesamt                 | 6    | 6      | 6      | 18     |